# 미래운동
미래운동(未來運動, 아랍어: تيار المستقبل, Tayyar Almustaqbal)은 레바논의 총리인 라피크 하리리의 아들인 사드 하리리가 이끄는 정당이다. 2009년 의회 선거에서 의석의 과반수를 차지하면서 3월 14일 동맹에 속한 정당 중에서 가장 큰 정당이 되었다.
2007년 8월 베이루트 비엘 컨벤션 센터에서 공식적으로 설립되었다. 많은 레바논의 정당처럼 미래운동은 공식적으로 세속주의, 경제적 자유주의를 내걸고 있으며 수니파 무슬림들의 지원을 받고 있다. 국제 단체 자유주의 인터내셔널의 정식 회원이다.